# Boston-Marathon 1938
| 42. Boston-Marathon    | 42. Boston-Marathon        |
| ---------------------- | -------------------------- |
| Stadt                  | Boston, Vereinigte Staaten |
| Datum                  | 19. April 1938             |
| Distanz                | 41,1 – 42,2 Kilometer      |
| Sieger                 |                            |
| Männer                 | Leslie Pawson (2:35:34 h)  |
| ← Boston-Marathon 1937 | Boston-Marathon 1939 →     |
| Website                | Offizielle Website         |

Der Boston-Marathon 1938 war die 42. Ausgabe der jährlich stattfindenden Laufveranstaltung in Boston, Vereinigte Staaten. Der Marathon fand am 19. April 1938 statt. Die Laufdistanz betrug zwischen 41,1 und 42,2 Kilometer.
Es gewann Leslie Pawson in 2:35:34 h.

## Ergebnis
| Platz | Athlet           | Land               | Zeit (h) |
| ----- | ---------------- | ------------------ | -------- |
| 01    | Leslie Pawson    | Vereinigte Staaten | 2:35:34  |
| 02    | Pat Dengis       | Vereinigte Staaten | 2:36:41  |
| 03    | Johnny Kelley    | Vereinigte Staaten | 2:37:34  |
| 04    | Mel Porter       | Vereinigte Staaten | 2:39:55  |
| 05    | Paul Donato      | Vereinigte Staaten | 2:42:05  |
| 06    | Michael Mansulla | Vereinigte Staaten | 2:42:30  |
| 07    | Clarence DeMar   | Vereinigte Staaten | 2:43:30  |
| 08    | Gérard Côté      | Kanada             | 2:44:01  |
| 09    | Walter Hornby    | Kanada             | 2:44:39  |
| 10    | Fred Ward        | Vereinigte Staaten | 2:47:14  |